# Nilobezzia flaviventris
Nilobezzia flaviventris är en tvåvingeart som först beskrevs av Jean-Jacques Kieffer 1910.  Nilobezzia flaviventris ingår i släktet Nilobezzia och familjen svidknott.
Artens utbredningsområde är Nepal. Inga underarter finns listade i Catalogue of Life.